# Ткаченко Іван Гурович
Іва́н Гу́рович Ткаче́нко (6 лютого 1919, село Цибулеве, нині Кропивницького району Кіровоградської області — 26 серпня 1994, місто Кіровоград) — український педагог, організатор інноваційних підходів у навчанні та вихованні школярів. Герой Соціалістичної Праці (20.07.1971). Депутат Верховної Ради УРСР 9-го скликання. Член Президії Верховної Ради УРСР 9-го скликання. Кандидат педагогічних наук.

## Біографія
Народився в селі Цибулеве, нині Кропивницького району Кіровоградської області. З 1933 року навчався на робітничому факультеті Кіровоградського педагогічного інституту.
З 1935 року — студент і викладач фізики Кіровоградського педагогічного інституту, директор школи сільської молоді, учитель математики Богданівської середньої школи Знам'янського району Кіровоградської області.
Під час німецько-радянської війни був членом підпільно-диверсійної групи імені Богдана Хмельницького.
У 1944–1982 роках працював директором Богданівської середньої школи імені Леніна Знам'янського району Кіровоградської області. У цій сільській школі панувала висока культура педагогічного управління й самоуправління, плідно функціонували навчальні лабораторії і різнопрофільні майстерні, навчально-дослідні ділянки, теплиці, сад, діяли учнівські виробничі бригади, наукові товариства, різноманітні технічні гуртки.

1968 рік. Обласний семінар працівників освіти.У першому ряду І.Г.Ткаченко, І.А.Зязюн, Н.А.Калініченко, В.О.Сухомлинський

У повсякденному житті, будучи вчителем і директором, Іван Ткаченко завжди вважав головним у своїй діяльності людяне ставлення до дітей і дорослих. «Гуманне суспільство зможуть побудувати лише гуманні, добрі, мудрі люди, а виховати таких людей — тільки розумні вчителі, які не лише приймають ідеї гуманної педагогіки, а й володіють її інструментарієм».
Від 1945 року — науковий кореспондент Науково-дослідного інституту педагогіки УРСР.
Член ВКП(б) з 1950 року.
У 1962 році присвоєно звання заслуженого вчителя Української РСР.
Вперше в 1964 році з ініціативи Івана Ткаченка було запроваджено нову трудову традицію на Кіровоградщині — свято «Естафета поколінь хліборобів» — урочисте прийняття випускників середніх шкіл до колективу колгоспу. Згодом це свято стало традиційним у багатьох сільських школах.
З 1970 року був керівником школи передового досвіду директорів шкіл Кіровоградської області. Один із перших ініціаторів організації учнівських навчально-виробничих бригад і комсомольсько-молодіжних таборів.
1971 року Іванові Ткаченку присвоєно звання Героя Соціалістичної Праці.
У 1973 році захистив дисертацію на здобуття наукового ступеня кандидата педагогічних наук.
Коли Івана Гуровича Ткаченка буквально викинули зі школи, не дочекавшись навіть кінця навчального року, він дуже тяжко це переживав. Донька Світлана згадувала: він говорив, що у снах бачить школу, чує шкільний дзвінок. Його друг Ярослав Береговий казав так: «Забрати у нього дітей, це все одно, що забрати у Паганіні скрипку. Жорстокішої кари для нього не придумав би і сам диявол».
У 1975 році вийшла з друку книга І. Г. Ткаченка «Богданівська середня школа», яка удостоєна другої премії республіканського педагогічного товариства. Друга книга «Трудове виховання старшокласників» була відзначена третьою премією.
Педагога також було відзначено медалями: «За трудову відзнаку», Н. К. Крупської, А. С. Макаренка, медаллю ВДНГ СРСР.
З 1982 року до останніх днів свого життя Іван Ткаченко працював доцентом кафедри педагогіки Кіровоградського державного педагогічного університету імені Володимира Винниченка. Він написав понад 30 наукових праць, присвячених впровадженню різних аспектів педагогічної спадщини відомого земляка і колеги Василя Сухомлинського.
Помер 26 серпня 1994 року в місті Кіровограді (тепер — Кропивницький).

## Нагороди
- Герой Соціалістичної Праці (20.07.1971);
- орден Леніна (20.07.1971);
- орден Червоної Зірки;
- медаль «За трудову відзнаку»;
- медаль «Партизанові Вітчизняної війни» 2 ступеня;
- медаль А. С. Макаренка;
- медаль Н. К. Крупської;
- медаль ВДНГ СРСР (бронзова);
- звання Заслужений вчитель УРСР.

## Вшанування пам'яті
З метою увічнення пам'яті Івана Гуровича Ткаченка Розпорядженням Кабінету Міністрів України від 4 лютого 2004 року № 57 ім'я І. Г. Ткаченко присвоєно Богданівській загальноосвітній школі № 1 Кропивницького району.